# Troubador since 1948
Albums de Hugues Aufray
New Yorker (Hugues Aufray)
(2009) Autoportrait
(2020)
Troubador since 1948 est un album de reprises, principalement de ses propres titres, par Hugues Aufray. Réalisé par Philippe Rault, il sort en octobre 2011.

## Autour de l'album
- Référence originale : Mercury Universal 278 488-1

Avec Les Portes du pénitencier, Hugues Aufray donne une version très blues de son adaptation, datant de 1964, de la chanson américaine The House of the Rising Sun, alors intitulée Le Pénitencier pour Johnny Hallyday. Avec L'Hôtel du Soleil Levant, il donne une autre version de cette chanson, plus proche du texte américain original.

## Les titres
| No  | Titre                                                    | Auteur                                               | Durée |
| --- | -------------------------------------------------------- | ---------------------------------------------------- | ----- |
| 1.  | Prologue (Le bateau ivre - extrait)                      | Arthur Rimbaud                                       | 2:00  |
| 2.  | Y'avait Fanny qui chantait                               | Michèle Fricault - Édith Delecluse                   | 3:53  |
| 3.  | J'entends siffler le train (en duo avec Françoise Hardy) | Hedy West - Jacques Plante                           | 3:21  |
| 4.  | Laisse-moi petite fille                                  | Hugues Aufray - Vline Buggy - Guy Magenta            | 4:59  |
| 5.  | Les Portes du pénitencier                                | Alan Price - adaptation : Hugues Aufray, Vline Buggy | 3:41  |
| 6.  | Dès que le printemps revient                             | Hugues Aufray - Jacques Plante                       | 4:06  |
| 7.  | Le Bateau de papier                                      | Hugues Aufray - Nicolas Guillien - Roque Carbajo     | 3:47  |
| 8.  | On est les rois                                          | Hugues Aufray - Pierre Delanoë - R. Miller           | 3:45  |
| 9.  | Les Crayons de couleurs                                  | Hugues Aufray - Pierre Delanoë - M. Barton           | 4:08  |
| 10. | Comme des pierres qui roulent                            | Hugues Aufray - Bob Dylan                            | 6:30  |
| 11. | Prends la vie comme telle                                | Hugues Aufray - Chuck Berry                          | 3:53  |
| 12. | Céline                                                   | Hugues Aufray - Vline Buggy - Mort Shuman            | 4:04  |
| 13. | Stewball                                                 | Hugues Aufray - Pierre Delanoë - Traditionnel        | 3:39  |
| 14. | Le Grand Cercle de la vie                                | Hugues Aufray - Traditionnel                         | 4:42  |
| 15. | Santiano                                                 | Hugues Aufray - Jacques Plante - Dave Fisher         | 3:43  |
| 16. | Le Siècle des enfants                                    | Hugues Aufray - Jean-Pierre Sabar                    | 3:34  |
| 17. | (bonus) L'Hôtel du Soleil Levant                         | Hugues Aufray d'après folkore                        | 4:15  |

## Musiciens
- Direction musicale : Brad Cole (sauf Prologue et J'entends siffler le train : Jean-Pierre Sabar)
- Direction des voix : Georges Augier de Moussac et Thom Dewatt

- Piano : Brad Cole
- Guitare acoustique : Freddy Koella (+ Mandoline) - Oscar Castro - John McFee (+ Dobro)
- Guitares : Max-Pol Delvaux - Albert Lee
- Banjo : Josh Grange (+ Dobro et guitare acoustique) - Christian Séguret - Pat Sauber (+ mandoline)
- Harmonica : Charlie McCoy
- Accordéon : Alexandre Léauthaud - David Hidalgo
- Contrebasse : Sébastien Steinberg
- Basse : Georges Augier de Moussac - Husain Jiffry
- Batterie : Pete Thomas - Michael Shapiro (+ percussions)
- Percussions : Richard Garcia
- Violon : Harry Scorzo
- Flûte : Ernie Fields Jr.
- Saxophone ténor : Lon Price
- Trompette : Denis Farias
- Trombone : David Stout
- Tuba : James Self
- Chœurs : Amy Keys (en) - Kate Markowitz - Carole Rowley - Thom Dewatt